# José de Narváez Porcel
José María de Narváez y Porcel, II Duque de Valencia y I Marqués de Oquendo (Loja, Granada, 14 de julio de 1826 - ¿?, 3 de enero de 1890) fue un noble español.

## Biografía
Hijo de José María de Narváez Campos y de doña Epifanía Porcel Valdivia; y sobrino del general Ramón María Narváez. Poseía los títulos de grande de España, segundo Duque de Valencia, primer Marqués de Oquendo concedido por la Reina Regente Doña María Cristina de Austria, en nombre de don Alfonso XIII, que se lo concedió el 9 de abril de 1889 en memoria de su antepasado el Almirante Don Antonio de Oquendo (1577-1640) distinguido en la Batalla de las Dunas.
Posee otros títulos concedido por la Corona Española: tercer Conde de Cañada Alta, Vizconde de Aliatar y Maestrante de Granada el 22 de junio de 1835.
Se casó en Madrid con doña Josefa del Águila y Cevallos, Marquesa de Espeja (concedido por S.M. el rey Carlos II el 5 de febrero de 1685 a don Pedro de Chaves Herrera. Regidor Perpetuo de Antequera y Caballero de Calatrava. En 30 de diciembre de 1961 se expidió carta de sucesión a favor de don José Luis de Narváez Melgar, Marqués de Benavites Concedido por S.M. el rey don Felipe V el 18 de mayo de 1628 a don Pedro Exarch de Belvís Caballero de Santiago. En 13 de marzo de 1959 se expidió carta de sucesión a favor del referido Marqués casado con doña María Muguiro y Ximénez de Sandoval). Está enterrado en su ciudad natal en el panteón de la familia de López-Cuervo, donde yace su primo José López-Cuervo de Narváez.